# Molophilus werrikimbe
Molophilus werrikimbe är en tvåvingeart som beskrevs av Günther Theischinger 2000. Molophilus werrikimbe ingår i släktet Molophilus och familjen småharkrankar. Inga underarter finns listade i Catalogue of Life.